# Blaesoxipha migratoriae
Blaesoxipha migratoriae är en tvåvingeart som först beskrevs av Boris Borisovitsch Rohdendorf 1928.  Blaesoxipha migratoriae ingår i släktet Blaesoxipha och familjen köttflugor. Inga underarter finns listade i Catalogue of Life.